# Tulgheș, Harghita
Tulgheș (în maghiară Gyergyótölgyes, colocvial Tölgyes este satul de reședință al comunei cu același nume din județul Harghita, Transilvania, România.

## Generalități
Localitatea Tulgheș este așezată în partea de nord-est a județului Harghita la o altitudine medie de 650 m, pe cursul inferior al Râului Bistricioara .
Acesta izvorăște din Călimani de la o altitudine de 1.350 m și străbate în total 68,5 km. Bazinul hidrografic al Bistricioarei pe teriotriul așezării, este format din pâraiele: 
- Putna, cel mai important afluent (circa 20 km), care adună apele pâraielor de munte: Tătaru, Putna Întunecosă, Șumuleu, Călugăru Mic, Bălaj, Rezu Mare și Marcu.
- Diacul de Jos, Diacul de Sus, Bărățelul și Pintecul, care izvorăște de sub muntele Chicera (1.327 m) formând « hotarul » dintre Muntele Higheșului și la est, Ceahlăul.
- Rezu Mare, un afluent important care izvorăște din muntele Câmpu Bârsanului (1.294 m) și străbate 12 km adunând păraie din satul Noghirez (Rezu Mare) și Marpotok (Părăul Mărului) revărsându-se în Bistricioara.

Tulgheșul și-a primit în secolul al XIX-lea denumirea de la Pasul Tulgheș, ce leaga depresiunea Hangului, din județul Neamț cu Depresiunea Giurgeului din Scaunul secuiesc Gheorgheni.

## Căi de comunicație și localități importante în jur
Căile de comunicație sunt exclusiv rutiere.
- Principala cale de comunicație este DN15 care suie mai întâi pe valea Bistricioarei spre Pasul Creanga pentru a coborî apoi spre Toplița și DN12 și mai departe pe valea Mureșului. În aval de Tulgheș DN15 realizează la Poiana Largului conexiunea cu DN17B spre Vatra Dornei cu DN15C spre Târgu Neamț și continuă apoi pe Valea Bistriței spre Bicaz respectiv Piatra Neamț și Bacău, acest drum legând Moldova de Transilvania.
- DJ127 suie pe valea pârâului Putna spre Pasul Țengheler, pentru a coborî ulterior spre Ditrău și DN12 .
- DJ127A - practicabil de principiu cu mașini de teren în regim Off road, suie pe vale pârâului Bălaj spre Pasul Bălaj pentru a coborî apoi spre Bicazu Ardelean și DN12C [2]

Dintre localități în apropierea relativă merită menționate: Borsec la 20 km, Bilbor la 45 km (prin Borsec și ulterior DJ174A ), respectiv 31 km (prin Capu Corbului și apoi, DJ174B - nerecomandat), Toplița la 45 km, Ditrău la 34 km prin DJ127, Gheorgheni la 47 km prin DJ127 și 81 km prin Toplița .
Distanța până la localități mai îndepărtate este: Piatra Neamț – 93 km, Târgu Neamț – 69 km, Vatra Dornei – 109 km, pe valea Bistriței – 89 km, prin Borsec - Pasul Creanga - Bilbor pe DJ174A .

## Repere geomorfologice și climatice
Munții care se găsesc în jurul localității sunt : 
- La est Munții Borsecului - sectorul nordic din Munții Giurgeu prin Culmea Rezu Mare - Muntele Bâtca Rotundă (1386 m) cu cel mai apropiat vîrf de localitate - Obcina Mică 1047 m.
- la sud Munții Hășmaș - grupa nord-vestică prin Culmea Tulgheșului - Muntele Higheș (1556 m) cu cele mai apropiate vârfuri de localitate - Preluca Mare 1088 m și Bâtca Pițului 1040 m .
- La nord Munții Bistriței prin extremitatea lor sud-vestică delimitată de Bistricioara Muntele Piatra Comarnicului cu stâncăriile de cetate ruinată ale Pietrei(1519 m) și Platoului Comarnicului aflate la sud-vest de vârful Piatra Roșie 1508 m.
- Masivul Ceahlău

Clima este una specifică zonelor montane, cu veri răcoroase a căror temperatură medie este de 14-16 grade Celsius în luna iulie și cu ierni nu prea geroase. Temperatura medie anuală variază între 5-6 grade Celsius, iar precipitațiile medii anuale ating 1000 mm/m².Zăpada se menține 80-100 zile pe an. Grosimea medie a stratului de zapadă este de ca. 250 cm în zona munților înalți. Datorita munților care o înconjoară ocrotind-o, depresiunea Corbu – Tulgheș beneficiază de condiții climaterice mult mai favorabile decât cele din Depresiunea Giurgeului de pe Valea Mureșului superior, unde se inregistrează temperaturi mult mai scăzute.

## Demografie
În anul 1992 au fost numărate aici 3.751 persoane, din care 2.409 români, 1.312 maghiari, 28 țigani și 2 germani. Conform recensământului din anul 2011, satul număra 3.279 de persoane; din care: 2.323 români, 946 maghiari și 10 țigani.

## Repere economice
Funcția economică de bază este industria de exploatare a materialelor locale, iar funcția secundară este agricultura zoopastorală și producția agricolă vegetală practicate în cadrul gospodăriilor individuale, în condițiile unei dezvoltări reduse a prelucrării primare a acestor produse .
În zonă spre Muntele Grințieș pe valea pârâului Primatar în perimetrul Preluca Ursului, este situat un zăcământ uranifer cu două zone de exploatare experimentală: Primatar I și II – actual aflate în conservare.
Localitatea beneficiază de un oficiu poștal si de un oficiu telefonic și de câteva ateliere mesteșugărești private pentru deservirea populației: frizerie, cizmărie, atelier de fierărie.

## Repere istorice
Localitatea Tulgheș a evoluat după secolul al XVII-lea, în principal în secolul al  XIX-lea, când a avut loc o modificare a drumurilor transcarpatice locale. La sfîrșitul secolului al XVIII-lea, Pasul Priska era poarta accesibilă pentru pietoni și călăreți. Oficiul vamal și carantina erau pe Muntele Priska (Piricske), între obirșia Putnei și Belcina. Cei care veneau din Gheorgheni urcau Muntele Tătarului (Tatárháó), apoi coborau pe valea Putnei și prin Tulgheș ajungeau în Moldova . 
Vama ardelenească de la Priska s-a mutat în anul 1806 spre Gura Putnei la Tulgheș, iar cea moldovenească la Prisecani (1792).
Fenomenul de revărsare a populației din culoarul Mureșului (români și secui), cât și din Valea Bistriței s-a făcut peste populația românească existentă în zona Tulgheșului.
Denumirea provine din Stejar-Stejăriș, după pădurea de stejar. De pe versantul cu expunere sudică de la poalele Munților Bistriței spre valea Bistricioarei a fost modificată pe parcurs de autoritățile ungare în Tölgyes, iar ulterior a fost redenumită în Tulgheș, după Marea Unire; la fel, denumirile ca Rezu Mare (Nagyréz), Pârâul Mărului (Marpatak), Gheorghe-Tulgheș (Gyergyótölgyes), etc..

## Oportunități
Pe teritoriul Tulgheșului sunt 30 de izvoare de apă minerală din care 11 au fost înregistrate si inventariate. Bioclimatul actual face localitatea propice pentru statutul de Stațiune Balneo-climaterică de interes local. Cele mai importante izvoare sunt: Șesul Comarnicului, Laurențiu, Branea, Prisecani, Diacul de Sus, Diacul de Jos, Cibeni, Șandoreni, Rezu Mare.

## Obiective turistice și memoriale
- Memorialul militar al Eroilor Români din Primul Război Mondial aflat în localitate limitrof DJ127 mai sus de fostele cazărmi ungurești construite în anii 1942/1943, lângă punctul de vărsare în Putna a pârâului Marc. Reînhumarea ostașilor căzuți la datorie (inițial, îmormântați pe Muntele Higheș) s-a făcut în 1989, cu onoruri. Aici sunt îngropați 49 dintre militarii din Brigada 28 Infanterie, căzuți în luptele desfășurate în zonă: pe Valea Jidanului, Covorea, Valea Putnei, Pietrele Roșii, Baret. Memorialul include și o Cruce memorială dezvelită în anul 1916 care are o înălțime de 1,3 m, fiind realizată din granit. În planul frontal al crucii s-a înscris următorul text comemorativ: „Eroilor căzuți în războiul pentru întregirea neamului. 1914-1919“. Bisericuța de lemn din Cimitirul Militar este datată 1790 – ea însăși un monument istoric.
- Rezervația Pietrele Roșii (1215 m) - delataplanorism, ascensiuni, belvedere;
- Piatra Runcului (1425 m);
- Platoul Comarnicului ;
- Cripta Armenească din Tulgheș;
- Aria protejată de stejar pedunculat (Quercus pedunculiflora) – pentru care se preconizează declararea statutului de rezervație; Se află pe versanții stângi cu expunere sudică ai Bistricioarei și acoperă aproximativ 77 ha. Arealul e considerat o relicvă a perioadei postglaciare etapa de...[5]
- Cazărmile armatei maghiare 1942/1944. Actual sanatoriu de Psihiatrie, în perioada (aproximativă) 1950-1960, a fost folosit ca tabără pentru 2.000-3.000 copii orfani din războiul civil in Grecia (1948).
- Bierica ortodoxă cu hramul "Adormirea Maicii Domnului" (contruită în 1882)
- Cripta unei familii de armeni care este în vecinătatea bisericii ortodoxe;
- Cuptorul de var de la Valea Frumoasă, ce datează din sec. al XVIII-lea.
- Moara cu apă ce datează din sec. al XVIII-lea și funcționează și astăzi,
- Casa cu ceas – ceasul este din lemn ;
- Fostul „Han de la Tulgheș”, actualmente instalat la Muzeul Culturii și Civilizației din Sibiu.
- Activități de pescuit sportiv.

## Despre oameni și locuri

### Personalități
- Alexandru Nicolescu (1882-1941), mitropolit greco-catolic, deputat în Marea Adunare Națională de la Alba Iulia de la 1918

### Studii, monografii
- Componenta nordică a ulucului depresionar din Grupa Centrală a Carpaților Orientali (Drăgoiasa-Glodu-Bilbor-Secu-Borsec-Corbu-Tulgheș) Arhivat în 19 decembrie 2013, la Wayback Machine., Tofan, G. B. (2013), Teză de doctorat, Ed. Presa Universitară Clujeană, Cluj-Napoca,510 p., și 3 planșe color,ISBN 978-973-595-499-4
- Potențialul turistic zoogeografic în ulucul depresionar Drăgoiasa-Tulgheș, Tofan, G. B. (2013), în vol. Conferinței Naționale a Societății de Geografie din România, Edit. Eurobit, Timișoara, ISSN 2343-8495, pp. 1065-1073, 9 p., 6 fig.
- Current Tendencies Regarding the Touristic Infrastructure of Drăgoiasa-Tulgheș Depression Alignment, Tofan, G. B. (2013), Analele Univ. din Oradea, Seria Geografie,  TOM XXIII, Nr.1, Edit. Universității din Oradea, ISSN 1221-1273, pp. 35-44, 10 p, 1 fig.
- The Drăgoiasa-Tulgheș Depressionary Alignment. The Touristic Potential, Arrangement and Capitalization, Tofan, G. B. (2012), Studia UBB, Geographia, Anul LVII, 2, Cluj-Napoca, ISSN 121-079X, pp. 171-184, 14 p., 4 fig., accesat 2012.09.05
- Drăgoiasa-Tulgheș Depressionary Alignment. The Numerical Evolution of Population between 1850 and 2010, Tofan, G. B. (2012), Studia UBB, Geographia, Anul LVII, 1, Cluj-Napoca, ISSN 1221-079X, pp. 107-118, 12 p., 3 fig., accesat 2012.09.05
- The balneotouristic potential of the mineral waters from Drăgoiasa-Tulgheș flume and their capitalization, The Role of Tourism in Territorial Development, Tofan, G. B. (2011), Edit. Presa Universitară Clujeană, Gheorgheni, ISSN 2068-9578, pp. 244-254, 11 p., 5 fig.
- Tofan George-Bogdan (2014), Harta geografico turistică a comunei Tulgheș,scara 1: 50 000(cu text privind caracterizarea geografică și obiectivele turistice, în limba română și engleză), PrintPlazza, Cluj-Napoca, ISBN 978-973-0-14528-1.

## Galerie de imagini

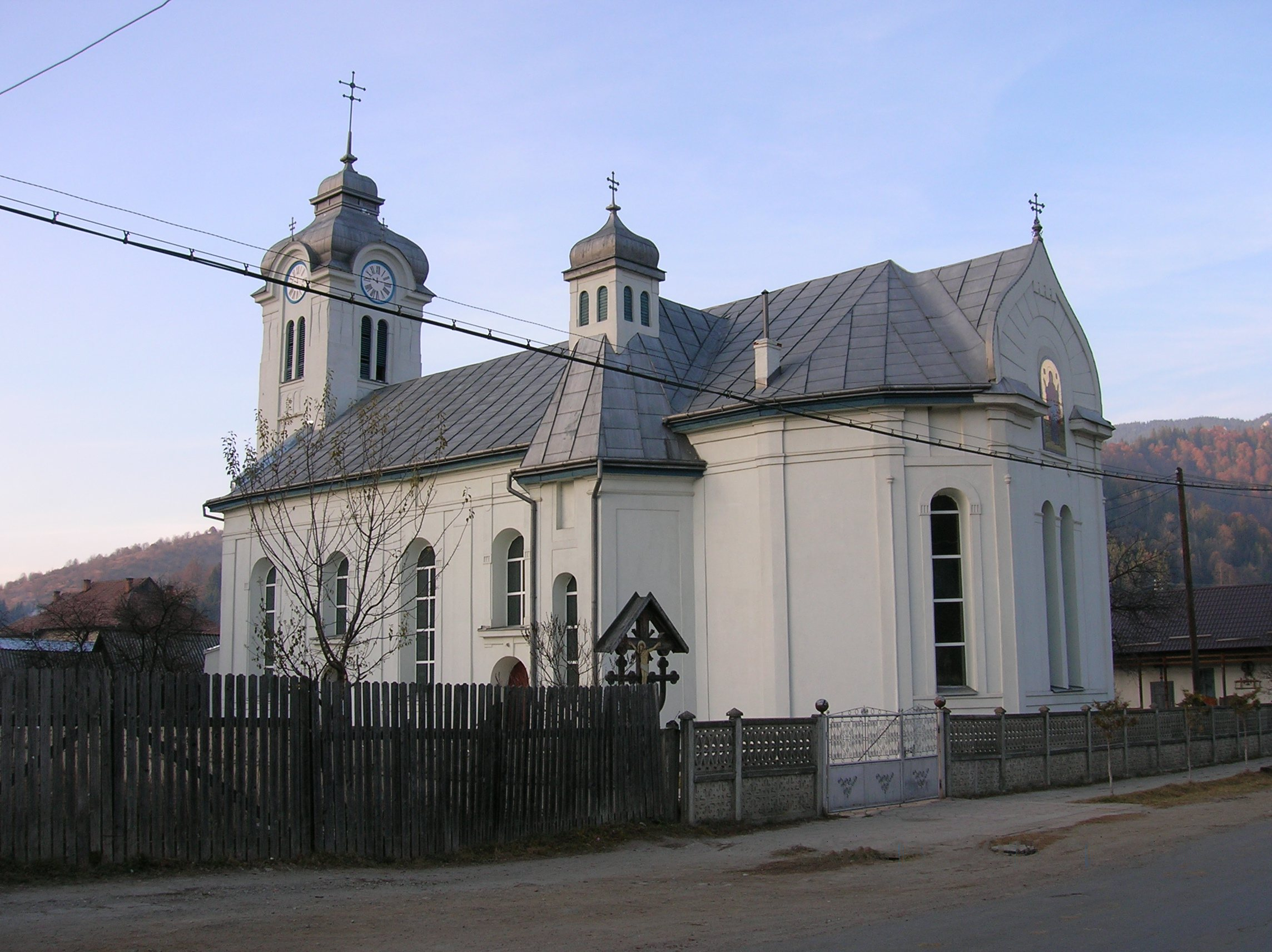
Biserica ortodoxă "Adormirea Maicii Domnului"
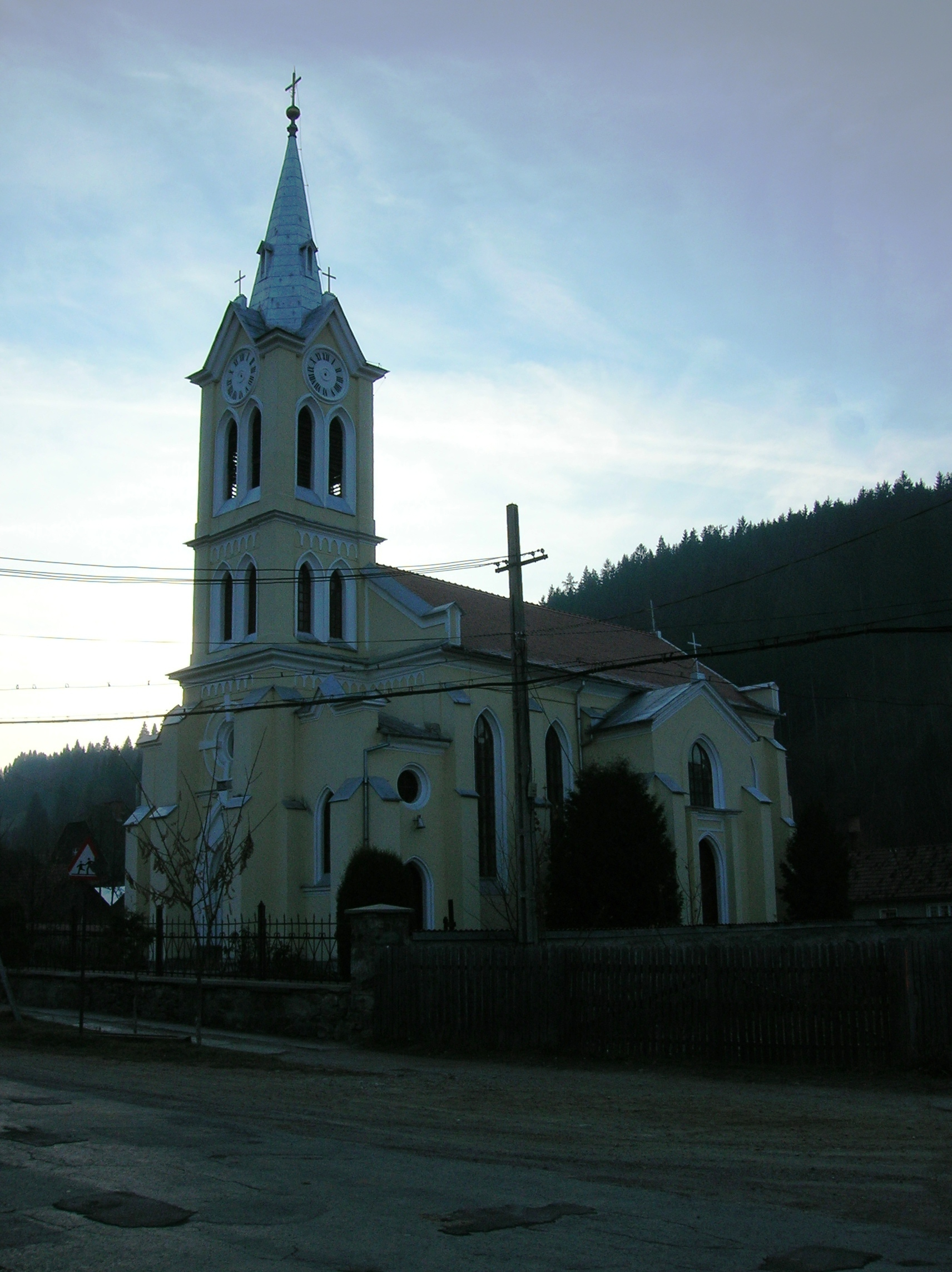
Biserica romano-catolică "Sfânta Maria"
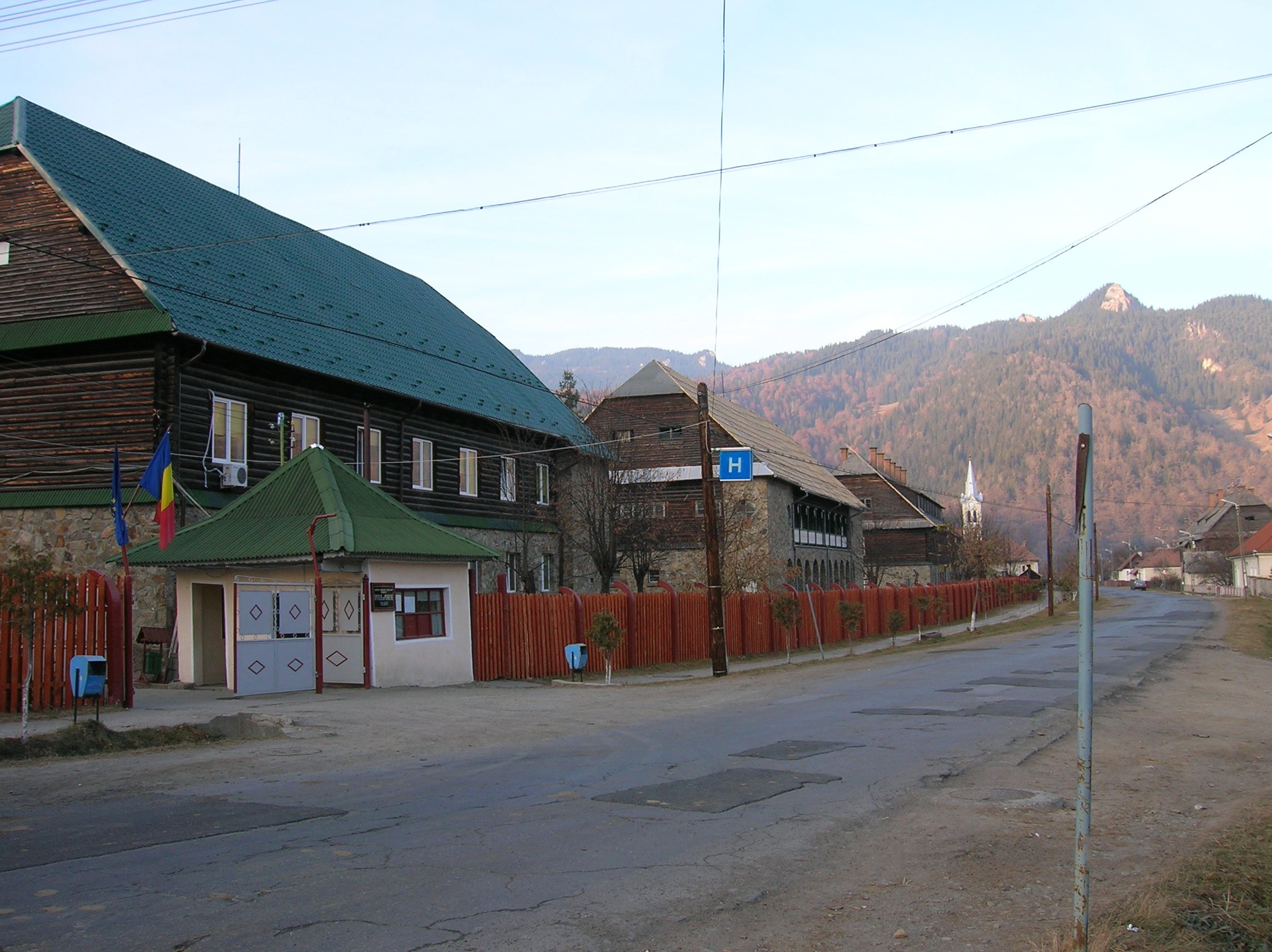
Fostele cazărmi ale Armatei horthyste construite pentru grăniceri în anii 1942/1943, actualul Spital de psihiatrie Tulgheș
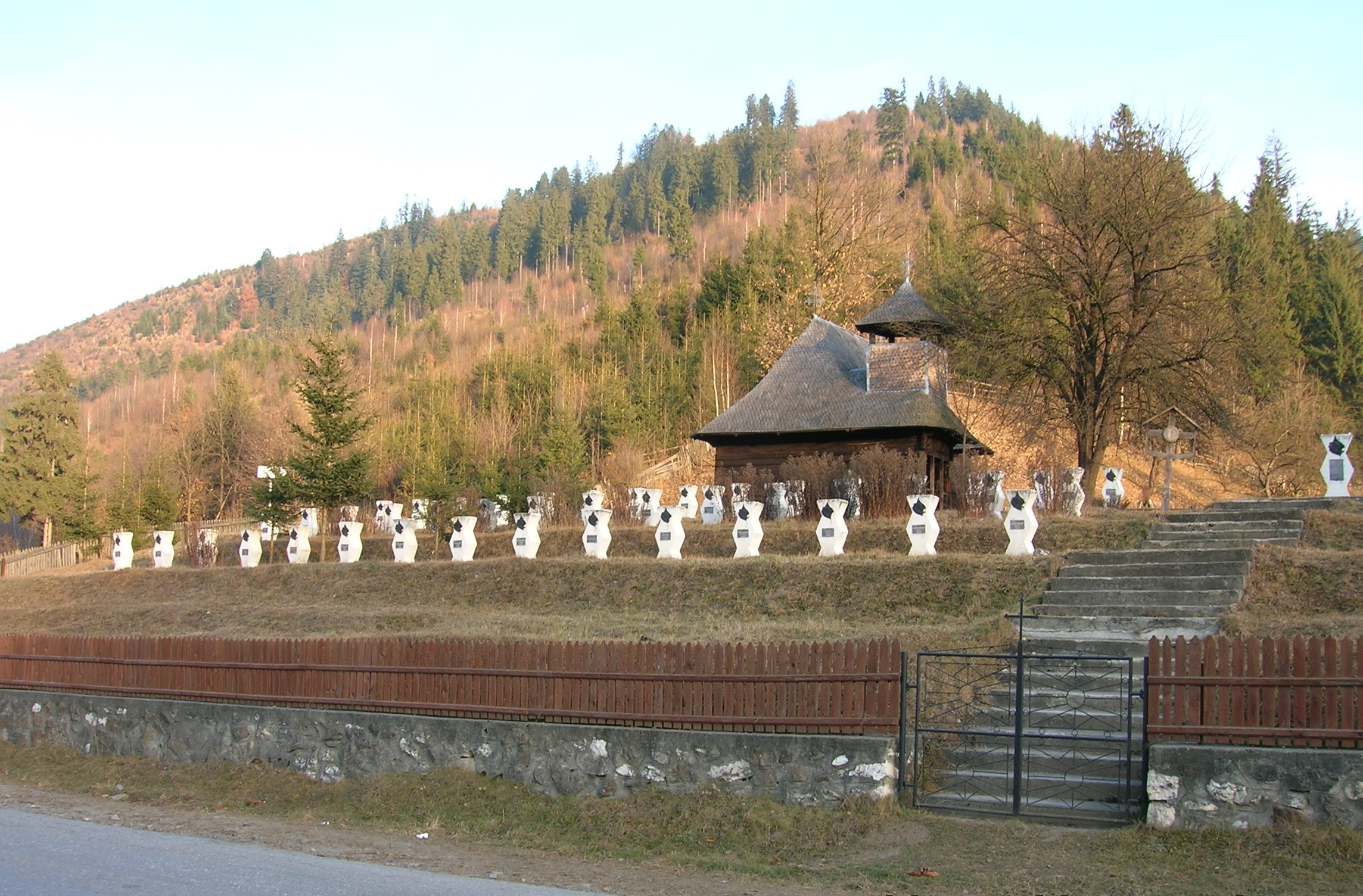
Cimitirul militar românesc și biserica de lemn "Sfinții Arhangheli Mihail și Gavril"
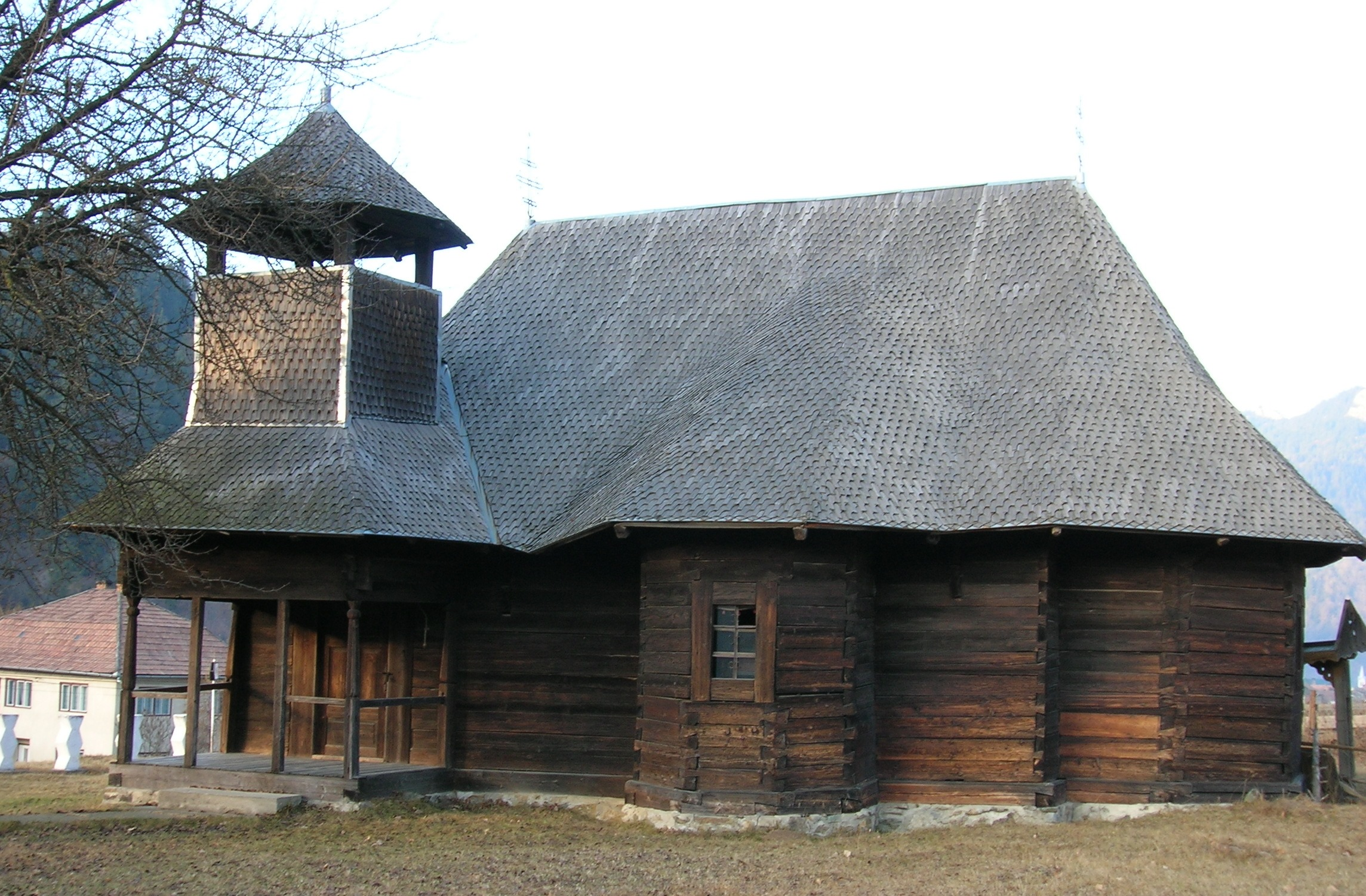
Biserica de lemn "Sfinții Arhangheli Mihail și Gavril"
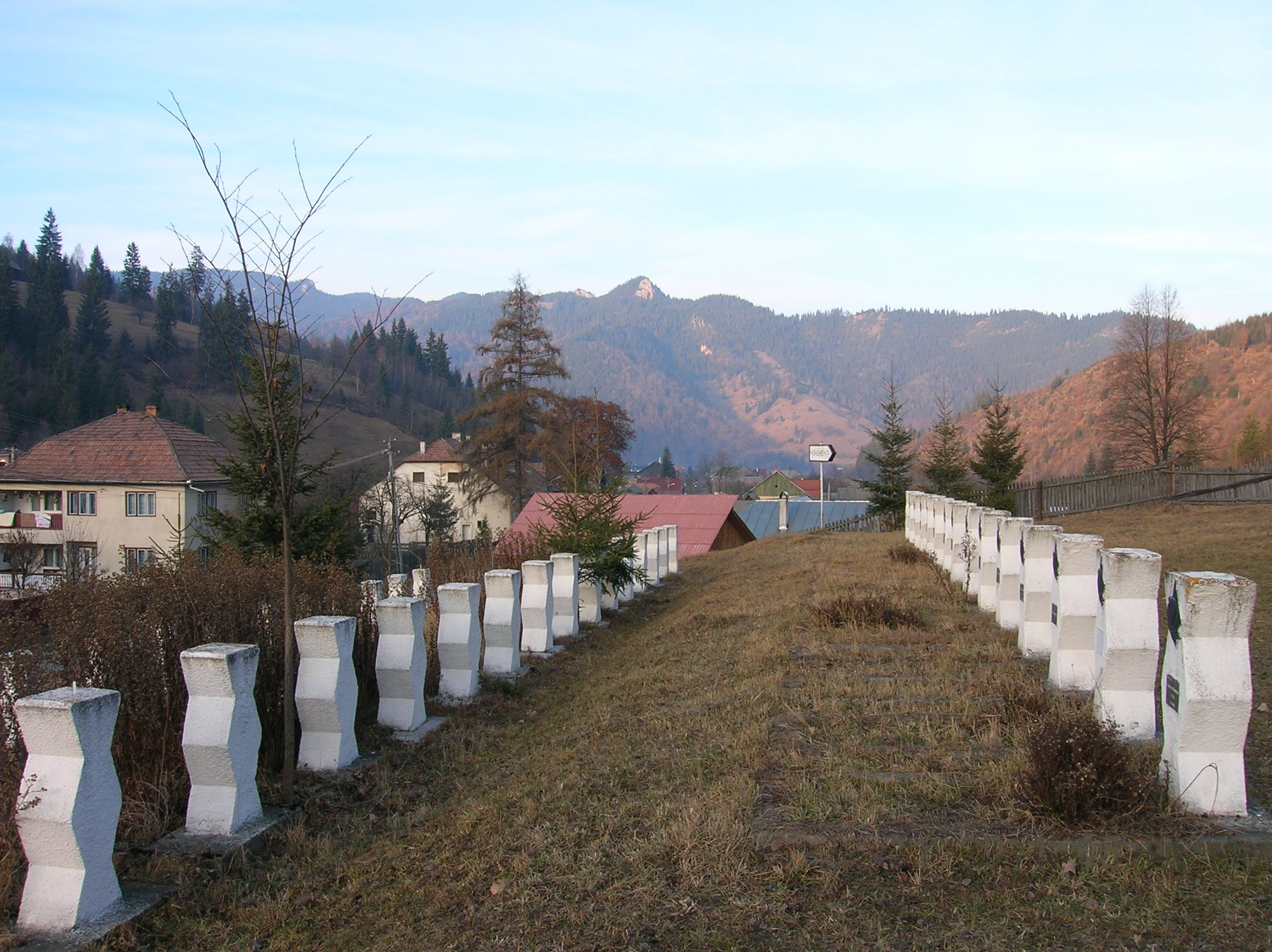
Cimitirul militar românesc; în fundal se văd Platoul Comarnicului și Pietrele Roșii
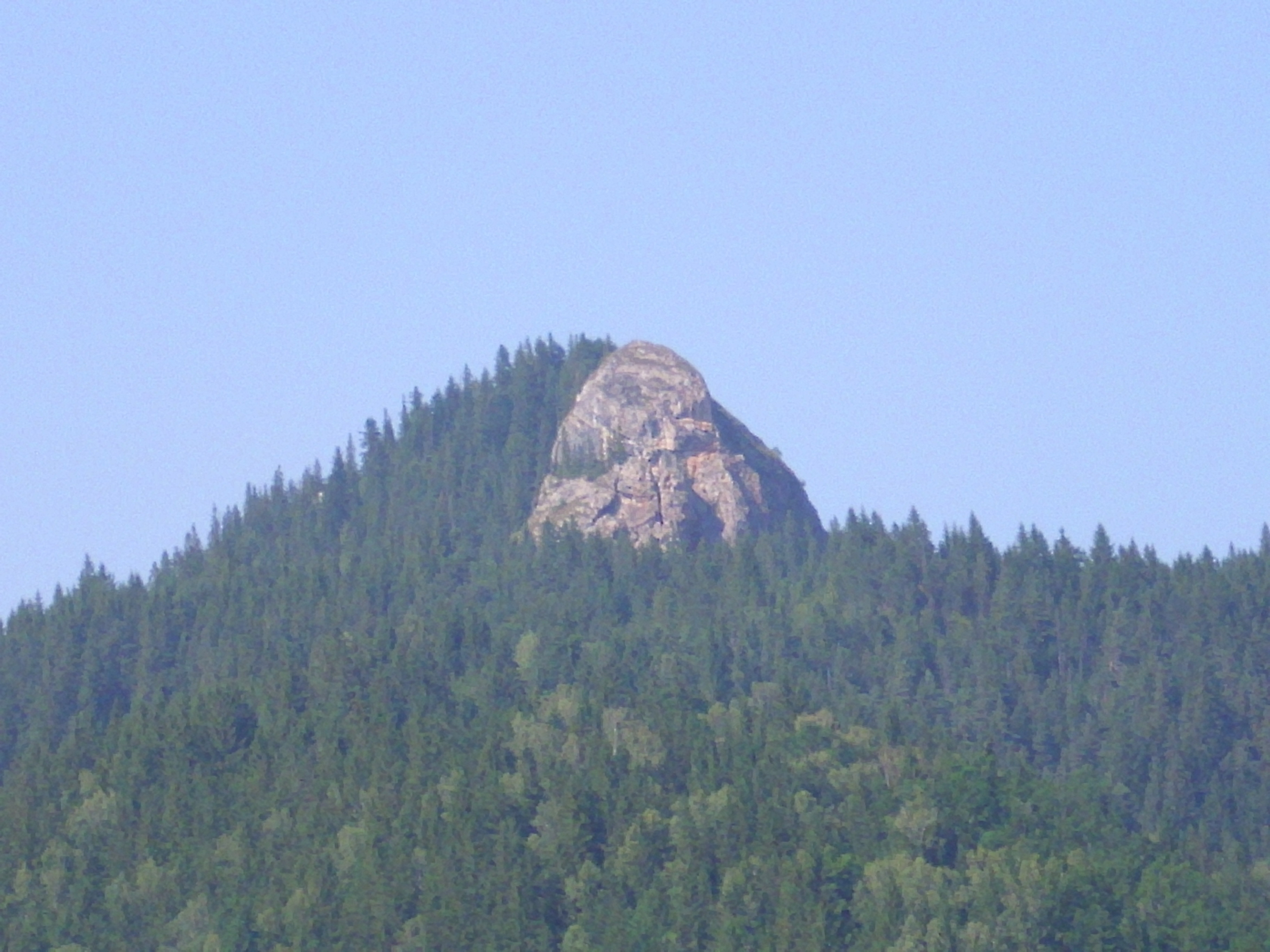
Piatra Roșie - O imagine emblematică a comunei Tulgheș